# Aéroport El Tari
L'aéroport El Tari (Bandar Udara El Tari) (code IATA : KOE • code OACI : WATT) est un aéroport desservant la ville de Kupang, dans les Petites îles de la Sonde orientales en Indonésie. Il est nommé en hommage à El Tari, le gouverneur des Petites îles de la Sonde orientales de 1966 à 1978. Le code OACI de l'aéroport est modifié en 2004, de WRKK à WATT.

## Base militaire
En 1939 la abse est utilisée par la Force aérienne royale australienne et rendu à l'Indonésie le 6 mai 1950.

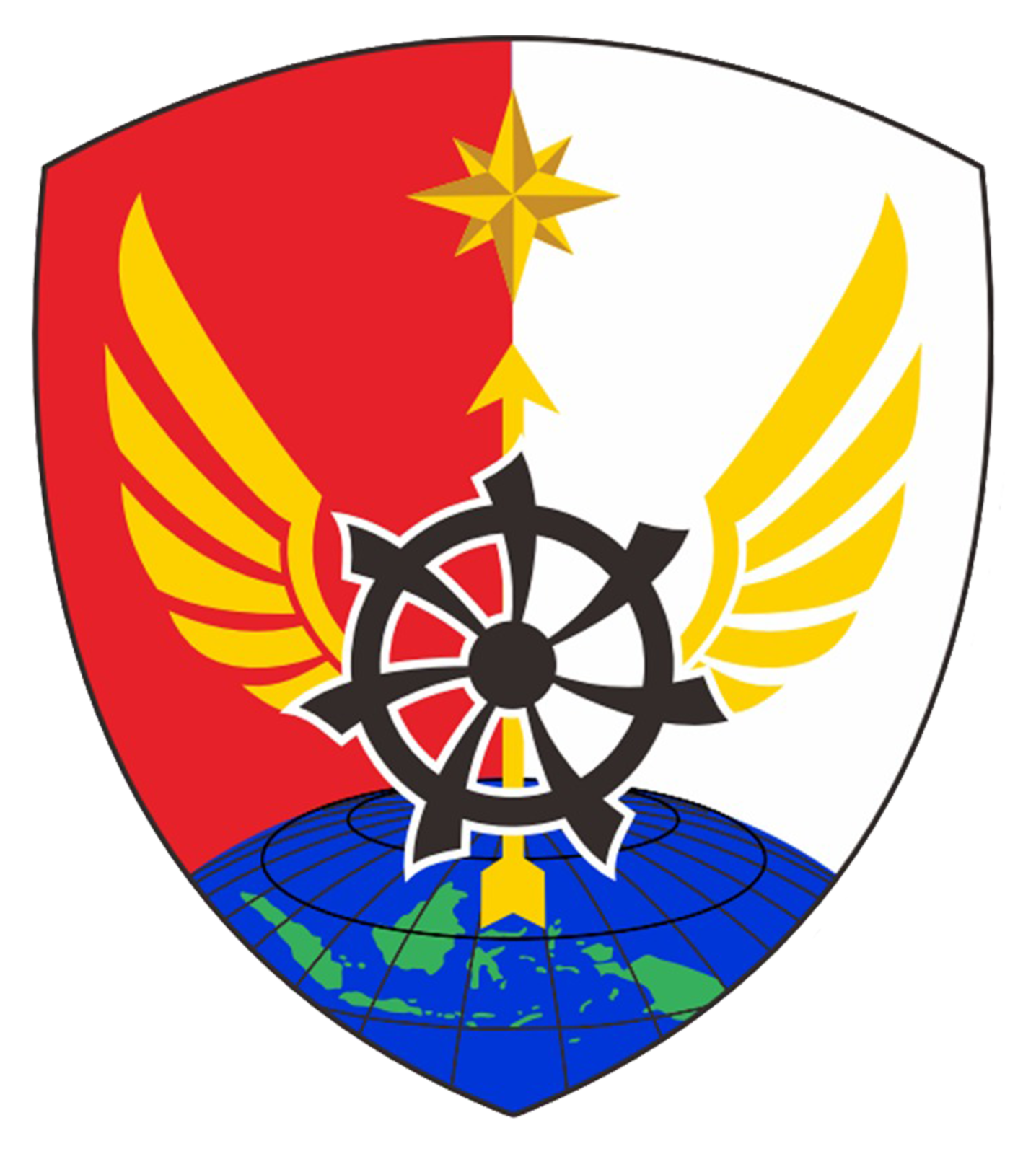
Son logo.

## Situation
| Banda Aceh Denpasar Pangkal · Pinang Tanjung · Pandan Djakarta-Soekarno-Hatta Bengkulu Solo Semarang Pangkalan · Bun Palangkaraya Sampit Palu Djakarta-Halim Perdanakusuma Samarinda Malang Surabaya Balikpapan Ende Kupang Komodo Gorontalo Jambi Bandar Lampung Ambon Tarakan Ternate Manado Gunung · Sitoli Medan Wamena Biak Merauke Timika Jayapura Pekanbaru Batam Tanjung · Pinang Bau-Bau Banjarmasin Makassar Palembang Bandung Pontianak Ketapang Bima Lombok Manokwari Sorong Padang Yogyakarta |

## Compagnies aériennes et destinations
| Compagnies                    | Destinations |
| ----------------------------- | --- |
| Airfast Indonesia             | Surabaya-Juanda |
| Air Timor opéré par TransNusa | Dili-Presidente-N. Lobato |
| Batik Air                     | Jakarta-Halim-Perdanakusuma, Surabaya-Juanda                                                                                                |
| Citilink                      | Surabaya-Juanda |
| Garuda Indonesia              | Denpasar-Bali, Ende, Djakarta-S.-Hatta, Labuan Bajo, Makassar-Sultan-Hasanuddin, Surabaya-Juanda, Tambolaka                                 |
| Lion Air                      | Denpasar-Bali, Surabaya-Juanda |
| NAM Air                       | Denpasar-Bali, Maumere, Surabaya-Juanda, Tambolaka Waingapu                                                                                 |
| NAM Air opéré par TransNusa   | Alor (en), Bajawa (en), Ende, Larantuka (en), Ruteng                                                                                        |
| Susi Air                      | Kisar, Lewoleba (en), Sawu/Savu (en) |
| TransNusa                     | Bajawa (en), Denpasar-Bali, Dili-Presidente-N. Lobato, Labuan Bajo, Larantuka (en), Lewoleba (en), Maumere, Île Rote (en), Ruteng, Waingapu |
| Wings Air                     | Alor (en), Haliwen (en), Bajawa (en), Denpasar-Bali, Ende, Labuan Bajo, Larantuka (en), Lombok, Maumere, Tambolaka, Waingapu                |

Édité le 11/02/2020